# Vi ska vinna!
Vi ska vinna, skriven 2001 av Daniel Bäckström, Stefan Enberg, Marko Kristian Lehtosalo ("Markoolio") och Hans Schumacher och framförd av Markoolio tillsammans med gruppen Excellence, var kampsång för Sverige vid Olympiska vinterspelen 2002 i Salt Lake City i delstaten Utah i USA. "Vi ska vinna" finns med på Markoolios studioalbum Tjock och lycklig från 2001, och släpptes även som singel den 28 januari 2002, vilken som högst nådde tredjeplatsen på den svenska singellistan.
Melodin testades på Svensktoppen den 9 februari 2002 men misslyckades med att ta sig in på listan.
Efter 11 september-attackerna i USA 2001 ersattes ordet "köttfärs" i texten med "losers" på singelversionen. Då albumet Tjock och lycklig utkom den 19 november 2001 hade man inte hunnit stryka bort referenserna till Ludmila Engquist ("Jag har sagt upp mig från mitt jobb, så jag inte missar nå't när Ludmila åker bob"), som i samma månad anklagats för dopning. Texten ändrades då singeln släpptes.

## Listplaceringar
| Lista (2002-2003) | Position |
| ----------------- | -------- |
| Sweden            | 3        |